# Transcripción abortiva

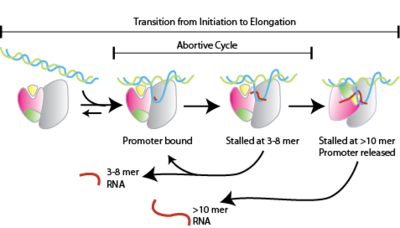
Proceso de transcripción abortiva.

La transcripción abortiva, también conocida como iniciación abortiva es un proceso ocurrido durante la transcripción del ADN, por el cual la ARN polimerasa, una vez unida al promotor, entra un ciclo repetitivo de síntesis de pequeños oligonucleótidos de ARN mensajero (mRNA), generalmente menores a 10 ribonucleótidos, que son liberados antes de que el complejo de transcripción abandone el promotor. Durante la iniciación abortiva, los factores de transcripción permanecen reclutados, lo que impiden la formación de transcritos completamente elongados. El proceso de iniciación abortiva se da in vivo e in vitro y ocurre tanto en eucariotas como procariotas.